# Dallington, Northamptonshire
Dallington är en stadsdel i Northampton, i civil parish Northampton, i distriktet West Northamptonshire, i grevskapet Northamptonshire i England. Dallington var en civil parish fram till 1932 när blev den en del av Northampton och Duston. Civil parish hade 360 invånare år 1931. Byn nämndes i Domedagsboken (Domesday Book) år 1086, och kallades då Dailintone.